# 羽根突き
羽根突き（はねつき）は、日本の正月に行われてきた伝統的な遊戯のひとつであり、ムクロジの種子に羽を付けたものを羽子板で打つ遊戯。一年の厄をはね、子供の健康と成長を願うという意味がある。

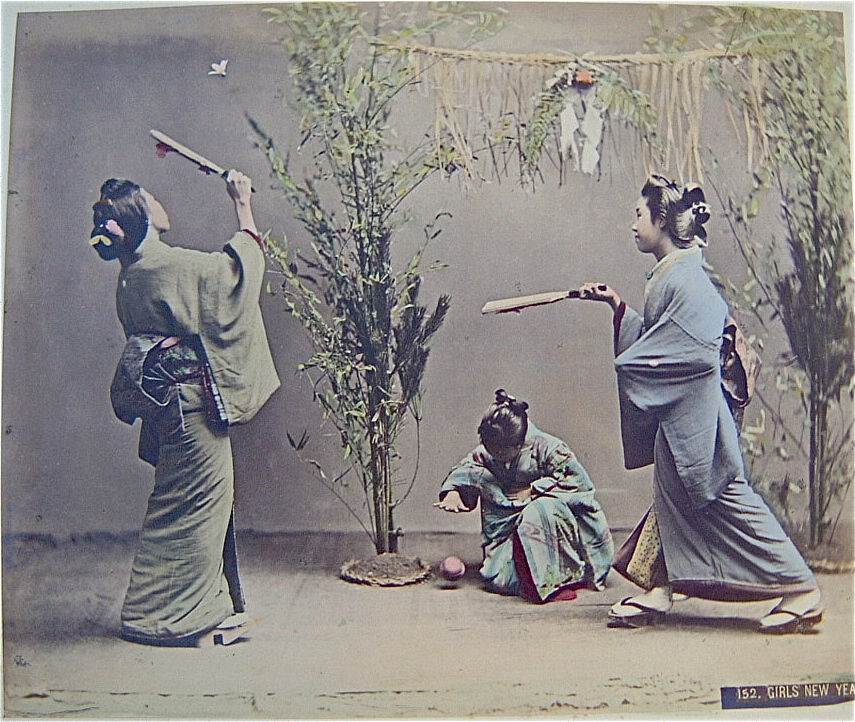
羽根突き（左右）と手鞠（中央）

## 概要
羽根突きの遊び方には追羽根と揚羽根の2種類がある。

### 追羽根

2人が向かい合って羽子板（はごいた）と呼ばれる木製の道具を持ち、羽根を打ち合う。打ちそこなった場合には顔に墨を付ける罰が与えられることもある。

### 揚羽根
1人で羽子板を用いて羽根を打ち上げその回数を競い合うもの。

## 用具

### 羽子板
羽子板は胡鬼板（こぎいた）とも呼ばれる。コギノキという木は、その種子が羽根突きの羽に形が似ていることから、「突く羽・衝羽根（ツクバネ）」と名づけられた。

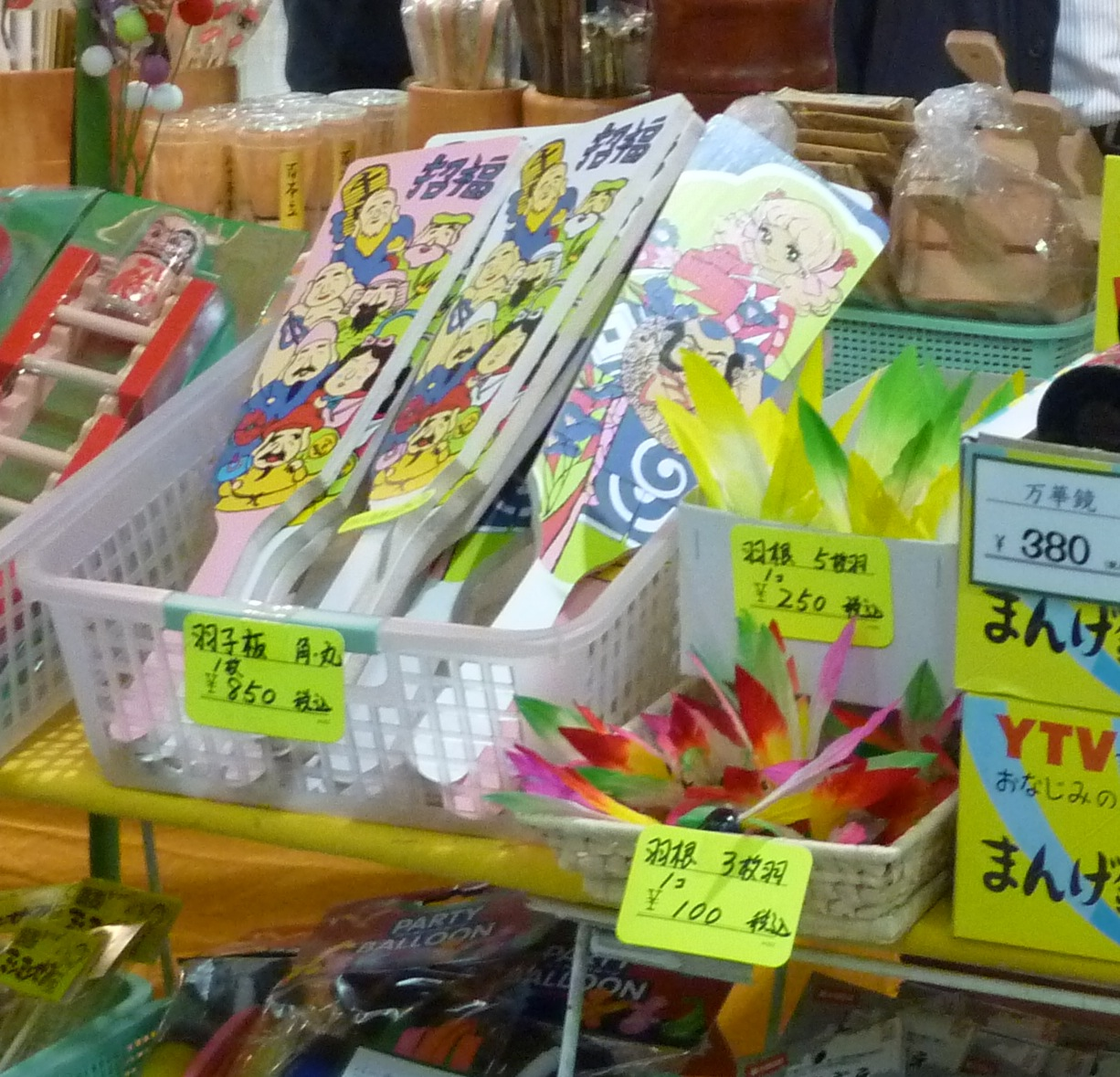
店先で売られる様子

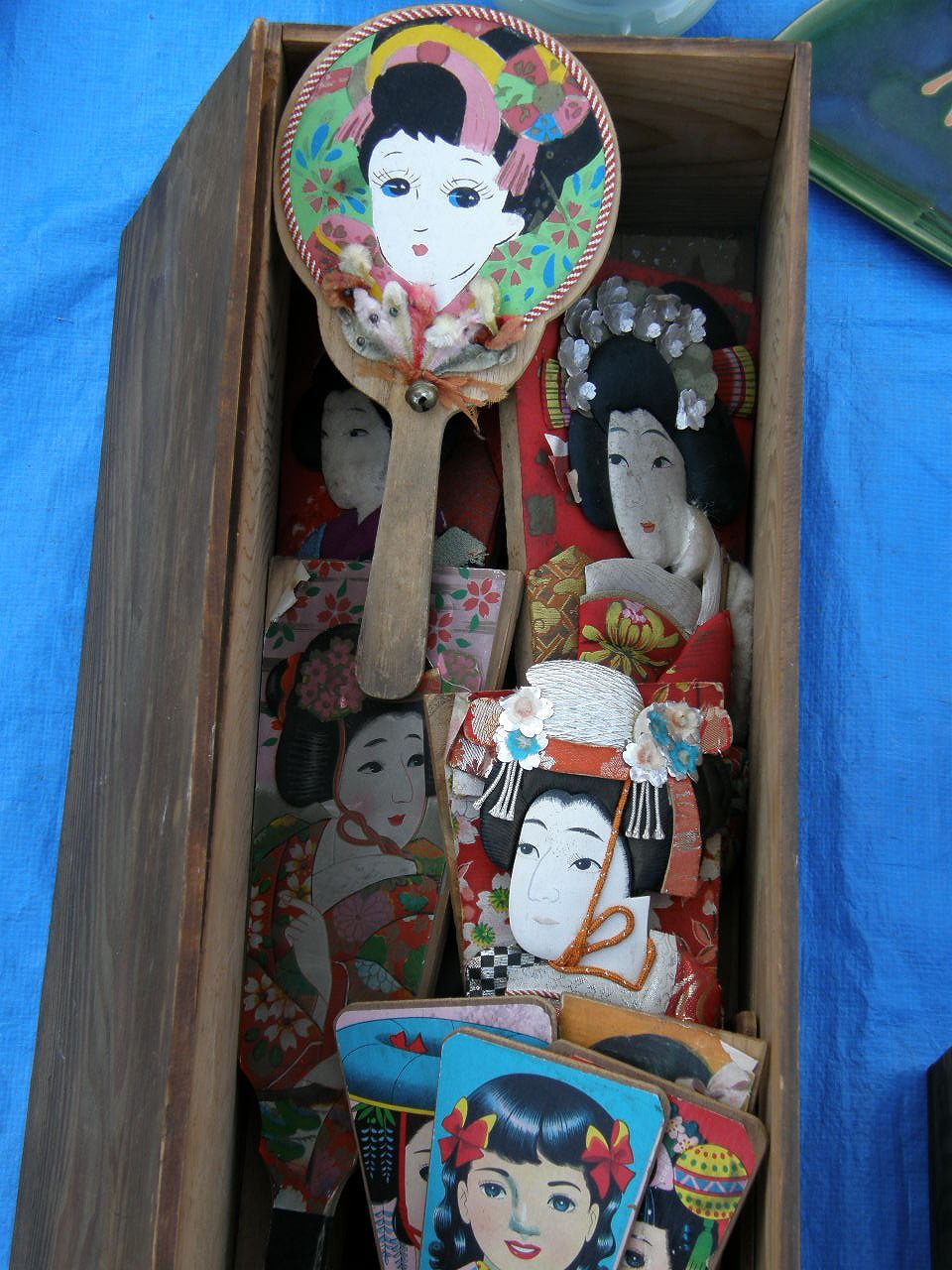
さまざまな羽子板

羽子板には装飾用に作られるものもあり、人物像や花鳥の図が布の押し絵で豪華に作りつけられる（詳細は羽子板の項を参照のこと）。

### 羽根
木製の小球で、もともとはムクロジの種子に数枚の鳥の羽をさしこんだもの。羽子（はご）ともいう。

## 歴史
毬杖が時代とともに変化し、杖が羽子板に変化し、毬が羽に変わったと言われる。一説には毬が羽に変化したのは、紐や羽のついた分銅を蹴る武術や舞や遊びが中国から伝わり、日本の毬杖と渾然一体となり現在の羽根突きになったとも言われる。
奈良時代に、男子の神事として蹴鞠（けまり）が存在したのに対し、女子には毬杖（箆のような杖で毬を打ち合う遊びで、神事でもあった）がおこなわれていた。
室町時代には杖は羽子板に変化し、毬は無患子（むくろじ）の木の実に羽をつけた物に変化した。現在の羽根突きとほとんど変わらぬ様式となり、公家の間で「こぎの子勝負」といった羽根突き大会が行われ、男女対抗戦であり、負けた方が、酒を振舞ったとされる。この無患子は「子が患（わずら）わ無い」と表記するので女児への無病息災の願いが込められている。
戦国時代には祭礼の要素が強くなり、羽根突きよりも羽子板に祓いや縁起としての装飾が施され、縁起物の装飾品としての色合いを帯びていった。『世諺問答』には幼い子どもが蚊に刺されないようにというおまじないの意味があると記述されている。当時の疫病は蚊を媒介として広まることが多く蚊除けは大事な事であった。
江戸時代には、武家が女児の誕生を祝って羽子板を贈答するようになった。またこれが庶民にも伝わり、女児のいる家庭に縁起物の歳暮として年の暮れに贈られるようになった。このことが正月に羽根突きが行われることの由来となっている。

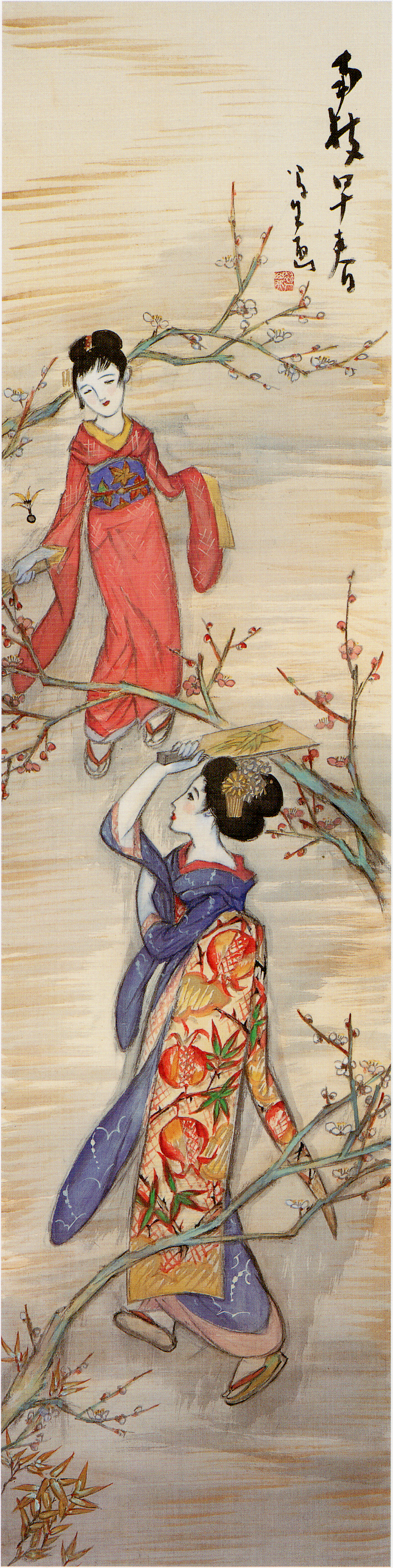
竹久夢二「南枝早春」
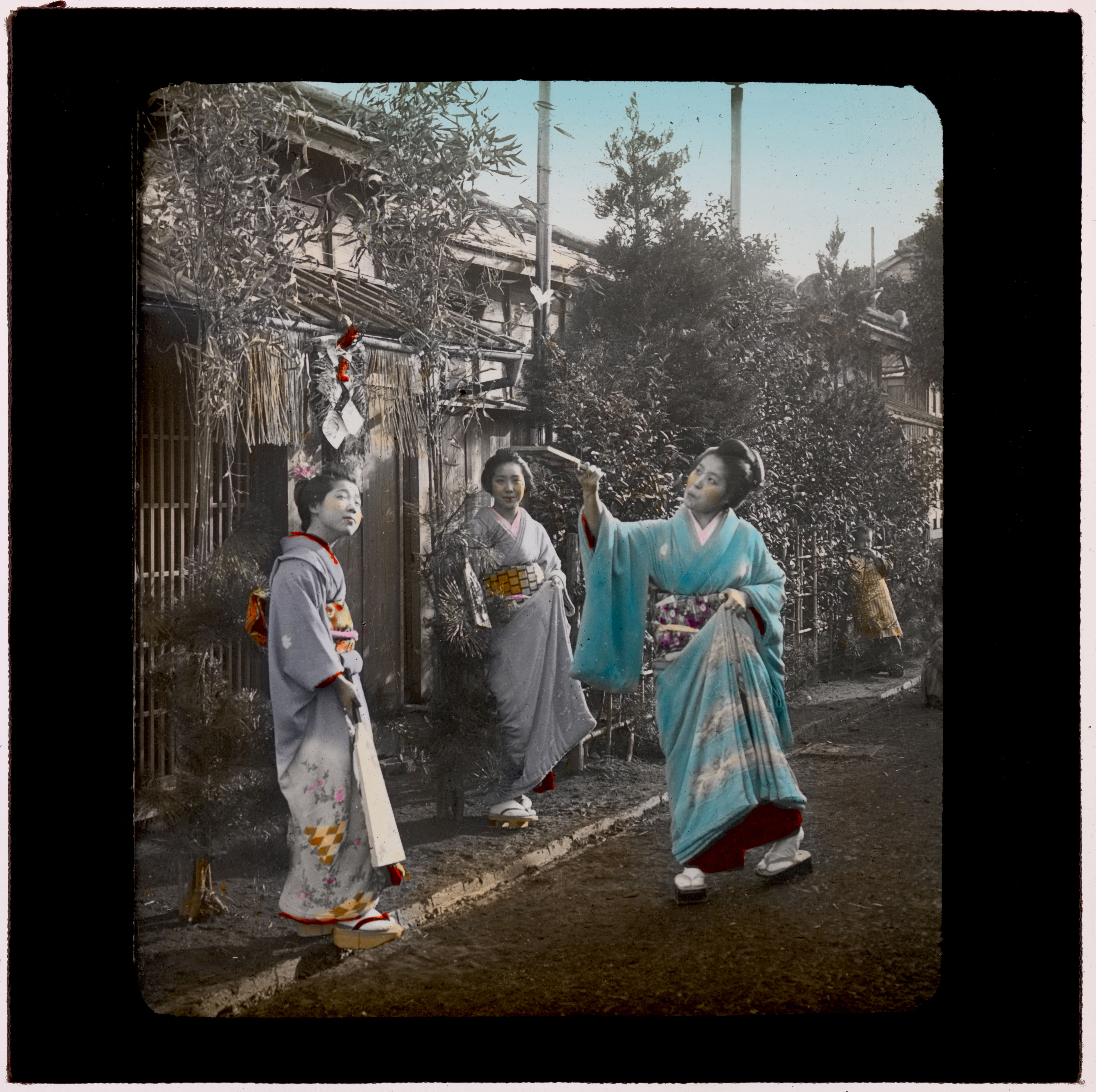
1895年から1912年の間
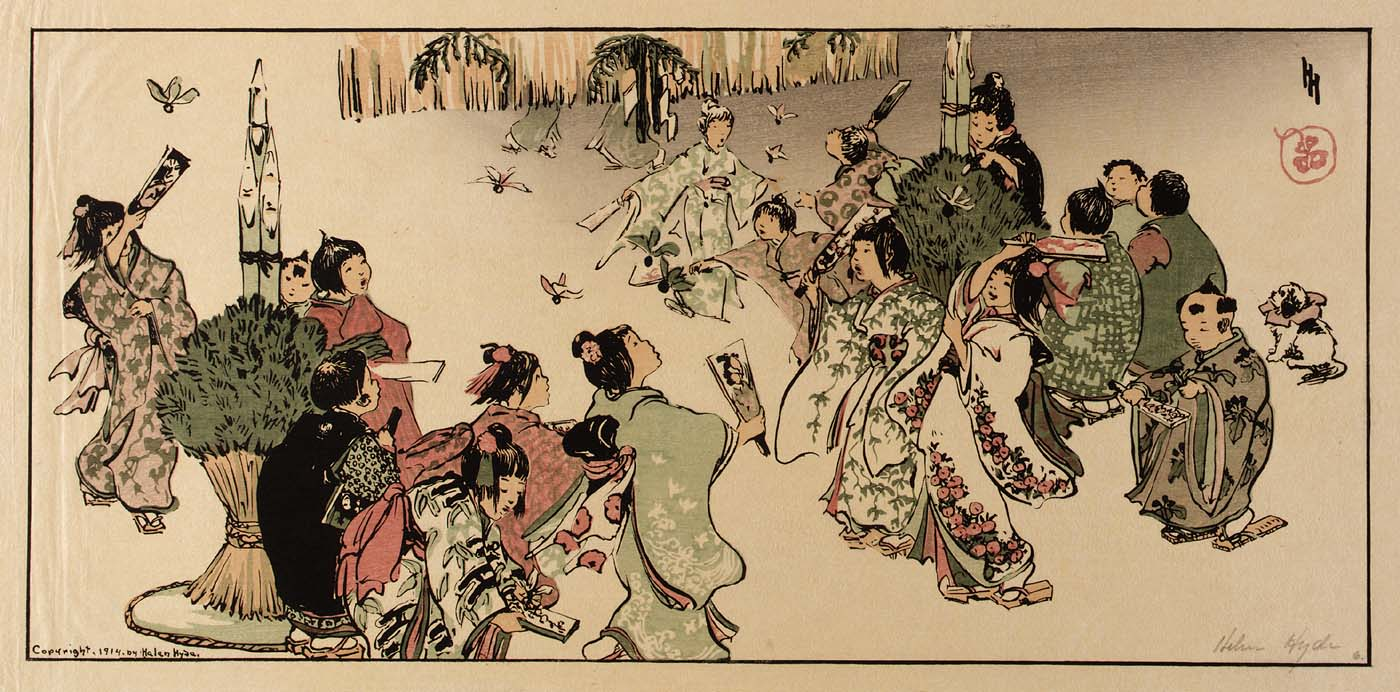
ヘレン・ハイド「東京の元旦 - 1912年」

## 羽子歌
羽子歌（はねうた）は、羽根突きにうたう歌である。
歌詞の一例は、
「一（ひと）ごに二（ふた）ご、三（み）わたし四（よ）めご、五（い）つ来ても六（む）かし、七（なな）んの八（や）くし、九（ここ）のまへで十（とを）よ」。
また、「一ごに二ご、三わたし四めご、五つ来て見ても、七（なな）子（こ）の帯を、八（や）の字にしめて、九（ここ）のはで十（と）かした」。
また、「一人（ひとり）来（き）な二人（ふたり）来な、三人（さんにん）来たら、四（よ）つて来な、五（い）つ来て見ても、七子（ななこ）の帯を、八（や）たらにしめて、九（ここ）のまへで十（とを）よ」。